# Soul de Philadelphie
Pour le style de musique soul, voir Philadelphia soul.
Stade
Le Soul de Philadelphie (en anglais : Philadelphia Soul) sont une franchise américaine de football américain en salle, évoluant en Arena Football League de 2004 à 2019 puis depuis 2024.
Basés à Philadelphie (Pennsylvanie), les Soul jouaient au Wells Fargo Center, enceinte de 17 486 places inaugurée le 31 août 1996.

## Saison par saison
| Saison | Vic. | Déf. | Nuls | Class.            | En playoffs        |
| 2004   | 5    | 11   | 0    | 5e NC Eastern     | --                 |
| 2005   | 6    | 10   | 0    | 3e NC Eastern     | --                 |
| 2006   | 9    | 7    | 0    | 3e NC Eastern     | Défaite au 2e tour |
| Total  | 21   | 29   | 0    | (inclus playoffs) | (inclus playoffs)  |